# Republik Siena
Die Republik Siena (italienisch Repubblica di Siena) war ein historisches Staatswesen, das aus der Stadt Siena und dem umliegenden Gebiet bestand. Sie existierte über vierhundert Jahre lang von 1125 bis 1555. Während ihrer Existenz dehnte sie sich allmählich auf die gesamte Südtoskana aus und wurde zu einer der wichtigsten Mächte des italienischen Mittelalters und zu einem der wichtigsten Handels-, Finanz- und Kunstzentren Europas.
Während der Italienischen Kriege wurde die Republik von der rivalisierenden Republik Florenz im Bündnis mit der spanischen Krone besiegt. Nach 18-monatigem Widerstand kapitulierte die Republik Siena am 21. April 1555, was das Ende der Republik bedeutete.

## Geschichte

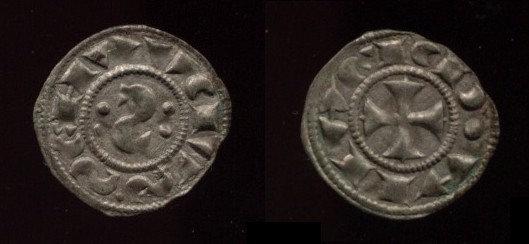
Münze der Republik Siena aus dem 12. Jahrhundert

### Ursprung
Die Adelsfamilien in Siena datieren ihre Linien auf die Langobarden, welche im Jahre 774 vor Karl dem Großen kapitulierten. Zu diesem Zeitpunkt wurde die Stadt von einem Schwarm fränkischer Aufseher überflutet, die in den bestehenden sienesischen Adel einheirateten und ein Vermächtnis hinterließen, das in den von ihnen gegründeten Abteien auf dem gesamten sienesischen Territorium zu sehen ist. Die feudale Macht schwand jedoch, und durch den Tod der Gräfin Mathilde von Canossa im Jahr 1115 zerfiel das Grenzgebiet der Mark Toskana, das unter der Kontrolle ihrer Familie, den Canossa, gestanden hatte, in mehrere autonome Regionen.

### Wachstum
Siena florierte als Stadtstaat, wurde zu einem wichtigen Zentrum der Geldvergabe und zu einem wichtigen Akteur im Wollhandel. Es wurde zunächst direkt von seinem Bischof regiert, aber die bischöfliche Macht ging im 12. Jahrhundert zurück. Der Bischof war gezwungen, dem Adel als Gegenleistung für seine Hilfe bei einem Territorialstreit mit Arezzo ein größeres Mitspracherecht bei der Verwaltung der Stadt einzuräumen, was einen Prozess in Gang setzte, der 1167 seinen Höhepunkt erreichte, als die Gemeinde Siena ihre Unabhängigkeit von der bischöflichen Kontrolle erklärte. Bis 1179 hatte sie eine niedergeschriebene Verfassung.
1286 wurde die Regierung dei Nove (Neun) eingesetzt, um Siena zu regieren. Das Governo dei Nove wurde von den Noveschi unterstützt, einer politischen Partei, die von den Adelsfamilien gebildet wurde, die im Rat saßen. Schließlich wuchs die Noveschi-Partei, der nicht nur Mitglieder des Nove-Rates angehörten, sondern auch viele prominente Adelsfamilien der Stadt. Unter der Führung der Nove und der Noveschi wuchs Siena sowohl in der wirtschaftlichen als auch in der militärischen Domäne.

### Schlacht von Montaperti

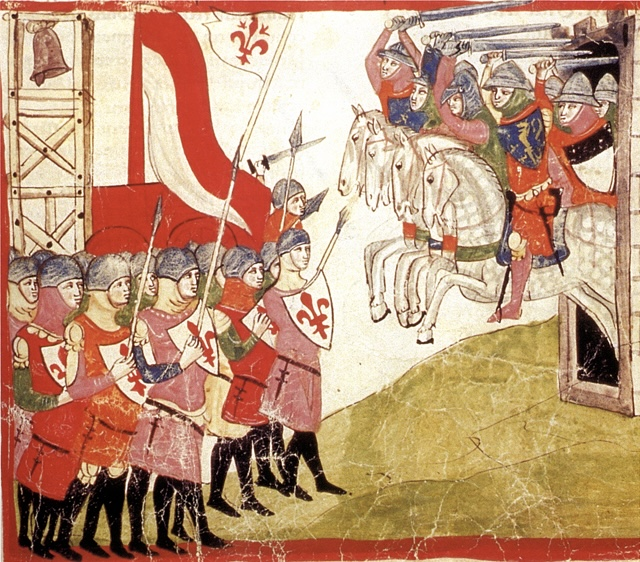
Abbildung der Schlacht von Montaperti

Im 13. Jahrhundert war Siena überwiegend auf Seite der Ghibellinen, im Gegensatz zu Florenz, das auf Seite der Guelfen (Welfen) stand (dieser Konflikt bildete den Hintergrund für einige Teile von Dante Alighieris Göttlicher Komödie, die 1320 vollendet wurde).
Am 4. September 1260 besiegten die sienesischen Ghibellinen, unterstützt von den Streitkräften des Königs Manfred von Sizilien, die florentinischen Welfen in der Schlacht von Montaperti. Vor der Schlacht stand die sienesische Armee von etwa 20.000 Mann einer viel größeren florentinischen Armee von etwa 33.000 Mann gegenüber. Vor der Schlacht wurde die gesamte Stadt der Jungfrau Maria geweiht (dies geschah mehrere Male in der Geschichte der Stadt, zuletzt 1944, um die Stadt vor alliierten Bomben zu schützen). Der Mann, der für die Dauer des Krieges das Kommando über Siena innehatte, Bonaguida Lucari, ging barfuß und barhäuptig, ein Halfter um den Hals, zum Dom von Siena (Duomo di Siena). Angeführt von einer Prozession, die aus allen Einwohnern der Stadt bestand, wurde er von allen Geistlichen empfangen. Lucari und der Bischof umarmten sich, um die Einheit von Kirche und Staat zu zeigen, dann übergab Lucari formell die Stadt. Die Legende besagt, dass eine dicke weiße Wolke auf das Schlachtfeld herabkam, die den Sienesen Deckung gab und ihren Angriff unterstützte. In Wirklichkeit startete die florentinische Armee im Laufe des Tages mehrere fruchtlose Angriffe gegen die sienesische Armee. Als die sienesische Armee dann mit ihrer eigenen Offensive konterte, töteten Verräter innerhalb der florentinischen Armee den Fahnenträger, und in dem daraus resultierenden Chaos löste sich die florentinische Armee auf und floh vom Schlachtfeld. Fast die Hälfte der florentinischen Armee (etwa 15.000 Mann) wurde dabei getötet.
Der Zeitraum von 1260 bis 1355 wird in Siena als „goldenes Zeitalter“ bezeichnet.

### Häfen der Republik Siena
Im Zuge des fortschreitenden territorialen Wachstums der Republik Siena dehnten sich ihre Grenzen vor allem in die Gebiete der südlichen Toskana in der heutigen Provinz Grosseto aus. Der Besitz eines Meereszugangs für Siena war daher eine natürliche Fortsetzung ihrer Expansions- und Handelspolitik in der Maremma mit der Eroberung der Häfen von Talamone, Porto Ercole und Porto Santo Stefano.
Um den Zugang zum Seeverkehr und ein wettbewerbsfähiges Vertriebsnetz zu gewährleisten, bemühte sich Siena bereits im 13. Jahrhundert um die Nutzung des Flusshafens von Grosseto. Der Hafen, der im 14. Jahrhundert von der heftigen Überschwemmung, die der Stadt den Lauf des Ombrone entzog, weggespült wurde, erlebte jedoch nie eine Entwicklung, auch aufgrund der falschen Wirtschaftspolitik Sienas und des Fehlens eines produktiven Hintergrunds.

### Niedergang
Siena wurde durch den Schwarzen Tod von 1348 schwer getroffen und litt auch unter unglücklichen Finanzunternehmungen. Mit der Ankunft des römisch-deutschen Königs Karl IV. im Jahr 1355 begehrte die Bevölkerung der Stadt auf und entfernte das Governo dei Nove und vertrieb jede Familie, die mit der Noveschi-Partei in Verbindung stand. Sie gründeten einen Dodici (Rat von 12 Adeligen), der von einem Rat mit einer Volksmehrheit unterstützt wurde. Diese Regierungsform war ebenfalls von kurzer Dauer und wurde bald von den Quindici („Die Fünfzehn“), den Reformern von 1385, den Dieci („Die Zehn“, 1386–1387), den Undici („Die Elf“, 1388–1398) und den Zwölf Prioren (1398–1399) abgelöst, die schließlich die Herrschaft über die Stadt an Gian Galeazzo Visconti, den Herzog von Mailand, abgaben, um sie vor dem Expansionismus der Republik Florenz zu schützen.
Fünf Jahre später wurde das Haus der Visconti 1404 vertrieben und eine neue Regierung aus zehn Prioren gebildet, diesmal im Bündnis mit Florenz gegen König Ladislaus von Neapel. Mit der Wahl des Sienesen Enea Silvio Piccolomini aus dem prominenten Adelsgeschlecht der Piccolomini zu Papst Pius II. im Jahr 1458 wurde den Adligen, die wegen ihrer Verbindung mit der Partei von Noveschi vertrieben worden waren, die Rückkehr in die Stadt gestattet.
1472 gründeten die Magistrate von Siena die Banca Monte dei Paschi di Siena, welche heute als die älteste noch existierende Bank der Welt gilt.

### Petrucci-Ära
Die Noveschi kehrten 1487 unter Pandolfo Petrucci in die Stadt zurück. Pandolfo sammelte langsam viele politische Ämter und vergrößerte seinen Einfluss bis 1500, als Pandolfo mit der Hinrichtung seines Schwiegervaters Niccolò Borghese wegen Verschwörung zu dessen Ermordung sowie mit der Unterstützung von Florenz und von Alfons II. von Neapel die vollständige Kontrolle über die Stadt erlangen konnte. Obwohl er ein Tyrann war, brachte Pandolfo Siena wieder zu Wohlstand, indem er die Künste und Wissenschaften begünstigte und die Wirtschaft der Stadt förderte. Pandolfo wurde von seinem Sohn Borghese Petrucci abgelöst. Nach nur vier Jahren der Herrschaft wurde Borghese von seinem Cousin, Kardinal Raffaele Petrucci, mit Hilfe von Papst Leo X. verdrängt. Im Zuge der zunehmenden Verantwortung der Kirche war Raffaello gezwungen, die Stadt an seinen Neffen Francesco Petrucci abzutreten, der nur ein Jahr lang regierte, bevor er von Pandolfos jüngstem Sohn Fabio verdrängt wurde. Fabio wurde 1525 vom sienesischen Volk ins Exil geschickt, was das Ende der Ära Petrucci bedeutete.

### Ende der Republik
Mit dem Ende der Ära Petrucci nahmen die internen Streitigkeiten wieder zu, wobei die Volksfraktion die von Papst Clemens VII. unterstützte Noveschi-Partei stürzte: Letzterer schickte eine Armee, wurde aber 1526 bei Camollia besiegt. Kaiser Karl V. nutzte die chaotische Situation, um eine spanische Garnison in Siena zu stationieren. Die Bürger vertrieben sie 1552 und verbündeten sich mit Frankreich. Dies war für Karl nicht hinnehmbar, der seinen General Gian Giacomo Medici schickte, um sie mit einer florentinisch-kaiserlichen Armee zu belagern.
Die sienesische Regierung vertraute ihre Verteidigung Piero Strozzi an. Als dieser in der Schlacht von Marciano im August 1554 besiegt wurde, war jede Hoffnung verloren. Nach 18-monatigem Widerstand kapitulierte Siena am 21. April 1555 vor Spanien, was das Ende der Republik bedeutete. Der neue spanische König Philipp II., der dem Haus der Medici riesige Summen schuldete, trat das gesamte Gebiet von Siena an den Herzog von Florenz ab (mit Ausnahme einer Reihe von Küstenfestungen, die dem Stato dei Presidi angegliedert wurden). Eine im Exil lebende sienesisch-republikanische Regierung von 700 sienesischen Familien in Montalcino gestand die Niederlage in der Schlacht von Marciano nicht ein und leistete bis zum Frieden von Cateau-Cambrésis (1559) weiterhin Widerstand gegen die neuen Herrscher.

## Territorium

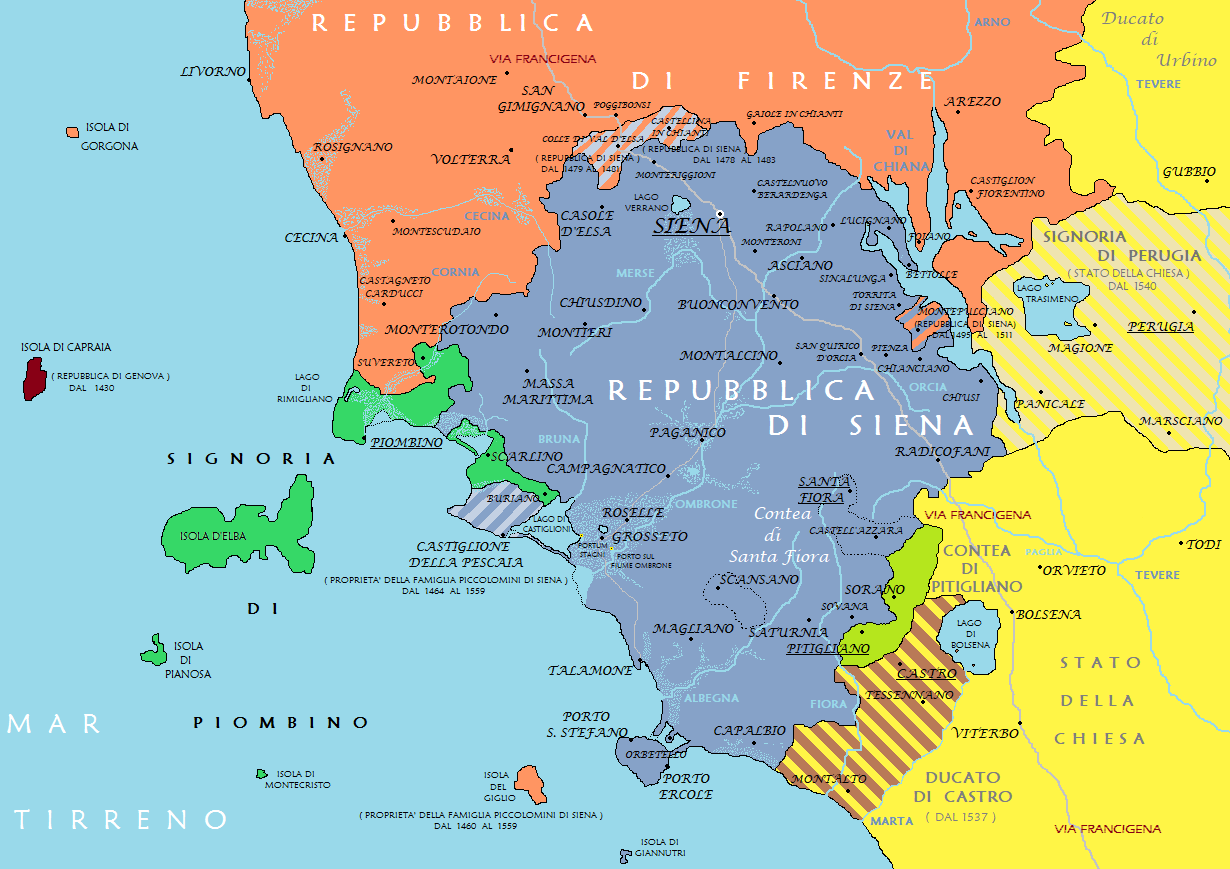
Gebiet der Republik Siena

Die Republik Siena besaß die meisten der heutigen Provinzen Grosseto und Siena in der Region Toskana in Mittelitalien, einschließlich einer Küstenlinie am Tyrrhenischen Meer. Eine Ausnahme bildet die Hügelstadt Montepulciano 70 Kilometer südöstlich von Siena, die vom benachbarten Florenz beansprucht wurde und eine ständige Quelle der Feindseligkeit zwischen den beiden Stadtstaaten war. Mitte des 16. Jahrhunderts hatte das Territorium der Republik eine Fläche von etwa 8.000 km² und eine Bevölkerung von 80.000 Einwohnern, von denen etwa 15.000 in der Stadt Siena lebten.

## Kultur

### Kunst
Siena rivalisierte in den Künsten im 13. und 14. Jahrhundert mit Florenz. Der bedeutende spätmittelalterliche Maler Duccio di Buoninsegna (1253–1319) war aus Siena, arbeitete aber auf der ganzen Halbinsel. Das Wandgemälde mit dem Titel "Allegorie der guten Regierung" (italienisch: Allegoria del Buon Governo), das Ambrogio Lorenzetti 1338–39 im Palazzo Pubblico, dem Rathaus von Siena, malte, gilt als großartiges Beispiel für die Kunst des Spätmittelalters und der Frührenaissance sowie als Darstellung der Utopie der städtischen Gesellschaft, wie sie in dieser Zeit konzipiert wurde.

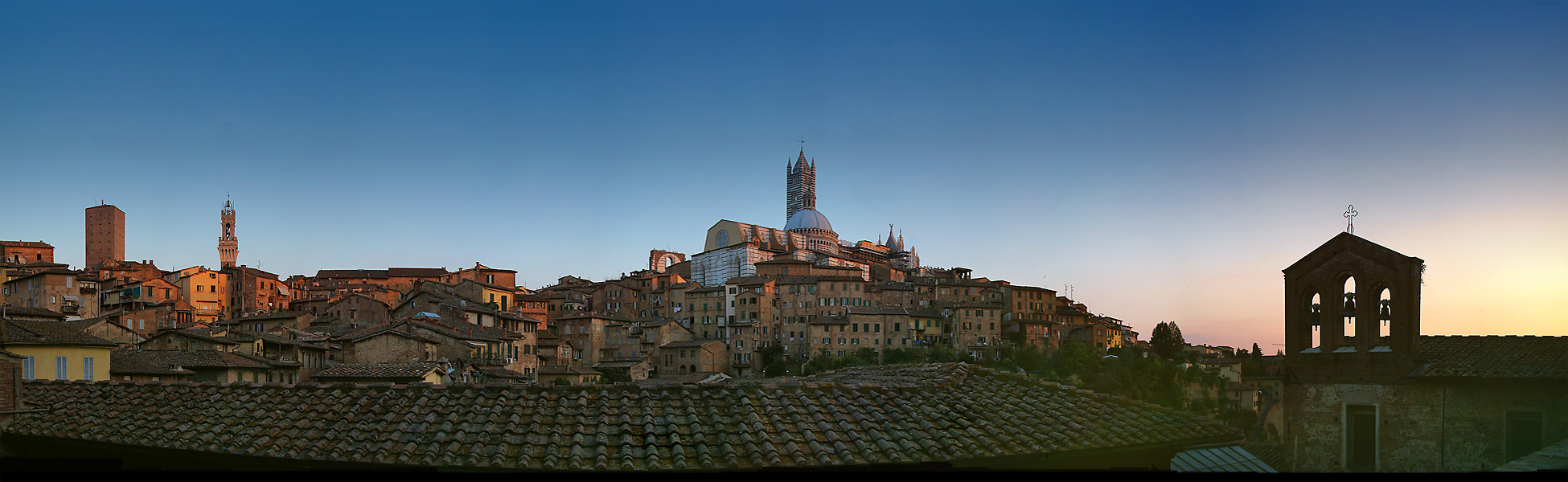
Historisches Stadtzentrum von Siena

### Architektur
Zu Beginn des 13. Jahrhunderts wurde der größte Teil des Baus des Dom von Siena (Duomo) abgeschlossen. Im gleichen Zeitraum gewann die Piazza del Campo als Zentrum des säkularen Lebens an Bedeutung. Neue Straßen wurden gebaut, die zu ihr führten, und sie diente als Ort des Marktes und als Schauplatz verschiedener Sportveranstaltungen (vielleicht besser als Krawall bezeichnet, in Anlehnung an die florentinischen Fußballspiele, die noch heute stattfinden). An der Stelle des heutigen Palazzo Pubblico wurde 1194 eine Mauer errichtet, um die Bodenerosion zu stoppen, ein Zeichen dafür, wie wichtig das Gebiet als städtischer Raum wurde.

#### Stadtmauern
Die Grenzen der römischen Stadt waren die frühesten bekannten Mauern der Stadt. Während des 10. und 11. Jahrhunderts wuchs die Stadt im Norden, im heutigen Stadtteil Camollia, später im Osten. Mauern wurden gebaut, um die Stadt vollständig zu umgeben, und ein zweiter Teil wurde Ende des 13. Jahrhunderts fertiggestellt. Viele dieser Mauern existieren noch heute.

### Bildung
Am 26. Dezember 1240 unterzeichnete Ildebrandino Cacciaconti, der damalige Podestà von Siena, ein Dekret, mit dem den Bürgern von Siena, die Zimmer an Studenten des örtlichen "Studium Senese" vermieten, eine Steuer auferlegt wird. Mit dem Geld aus dieser Steuer wurden die Gehälter der Maestri (Lehrer) der neuen Universität von Siena bezahlt. Das Studium wurde weiter unterstützt, als Papst Innozenz IV. im Jahre 1252 sowohl seine Lehrer als auch seine Studenten für immun gegen Steuern und Zwangsarbeit erklärte, die die Stadt Siena auf ihre Person oder ihr Eigentum erhob. Darüber hinaus befreite die Gemeinde Rechts- und Lateinlehrer von ihren öffentlichen Aufgaben. Zu Beginn des 14. Jahrhunderts gab es fünf Lehrer für Latein, Logik und Recht und zwei Doktoren der Naturwissenschaften (Medizin). Auch heute noch gehört die Universität zu den wichtigsten italienischen Universitäten.